# La Rocque
Pour les articles homonymes, voir François de La Rocque.
La Rocque est une ancienne commune française, située dans le département du Calvados en région Normandie, devenue le 1er janvier 2016 une commune déléguée au sein de la commune nouvelle de Valdallière.
Elle est peuplée de 83 habitants.

## Géographie
La commune est située à l'est du Bocage virois. Son petit bourg est à 5,5 km au nord de Vassy, à 15 km au nord-ouest de Condé-sur-Noireau, à 18 km au sud-ouest d'Aunay-sur-Odon et à 19 km à l'est de Vire.
Le territoire est à l'écart des principaux axes locaux. Le bourg est traversé par la route départementale no 303 permettant de rejoindre Saint-Vigor-des-Mézerets au nord-est et la route Vassy-Le Bény-Bocage au Theil-Bocage à l'ouest. La D 106 la croise à l'est du bourg et relie Vassy au sud à Lassy au nord.
La Rocque est presque exclusivement dans le bassin de l'Orne, par son sous-affluent la Druance vers laquelle confluent en rive droite les cours d'eau de la commune. Seule la petite partie de territoire autour du lieu-dit les Castillons dirige ses eaux vers la source du ruisseau des Prés Carreaux, affluent de l'Allière, dans le bassin de la Vire.
Le point culminant (226 m) se situe en limite ouest, près du lieu-dit Canteloup, sur la D 26. Le point le plus bas (169 m) correspond à la sortie du ruisseau du Val du territoire, au sud. La commune est bocagère.
| Lassy                                                                            | Lassy                              | Saint-Vigor-des-Mézerets           |
| Le Theil-Bocage (comm. nouv. de Valdallière)                                     | La Rocque                          | Saint-Vigor-des-Mézerets           |
| Le Theil-Bocage (comm. nouv. de Valdallière), Vassy (comm. nouv. de Valdallière) | Vassy (comm. nouv. de Valdallière) | Vassy (comm. nouv. de Valdallière) |

## Toponymie
Le nom de la localité est attesté sous la forme Rocca en 1234. 
Il s’agit d’une formation toponymique médiévale sans doute apparue postérieurement à l’an 1000, comme l’indique la présence de l’article défini le. Roque est un appellatif toponymique qui représente le normand roque « roche » d’emploi assez polysémique puisqu’il pouvait désigner dans les divers lieux une montagne, une butte rocheuse, un château fort bâti sur une butte, et finalement le château fort lui-même. C'est cette dernière signification que retient ici René Lepelley. Au XVe siècle, on écrivait La Roque. À noter que Château-Gaillard aux Andelys est appelé château de la Roche ou de la Roque dans les textes normands.

## Histoire
Au Moyen Âge, une léproserie existait à La Rocque.
Le 27 février 1828, les hameaux de Canteloup et des Castillons sont transférés de Estry à La Rocque,.
Le 1er janvier 2016, La Rocque intègre avec treize autres communes la commune de Valdallière créée sous le régime juridique des communes nouvelles instauré par la loi no 2010-1563 du 16 décembre 2010 de réforme des collectivités territoriales. Les communes de Bernières-le-Patry, Burcy, Chênedollé, Le Désert, Estry, Montchamp, Pierres, Presles, La Rocque, Rully, Saint-Charles-de-Percy, Le Theil-Bocage, Vassy et Viessoix deviennent des communes déléguées et Vassy est le chef-lieu de la commune nouvelle.

## Politique et administration
| Période                                  | Période       | Identité             | Étiquette | Qualité     |
| ---------------------------------------- | ------------- | -------------------- | --------- | ----------- |
| 1900                                     | 1929          | Jean Blais-Mousseron |           | Industriel  |
|                                          |               |                      |           |             |
| 1972                                     | mars 2001     | Julien Olivier       |           | Agriculteur |
| mars 2001                                | décembre 2015 | Serge Mourice        | SE        | Retraité    |
| Les données manquantes sont à compléter. |               |                      |           |             |

Le conseil municipal était composé de sept membres dont le maire et un adjoint. Ces conseillers intègrent au complet le conseil municipal de Valdallière le 1er janvier 2016 jusqu'en 2020 et Serge Mourice devient maire délégué.

## Démographie
En 2021, la commune comptait 83 habitants. Depuis 2004, les enquêtes de recensement dans les communes de moins de 10 000 habitants ont lieu tous les cinq ans (en 2006, 2011, 2016, etc. pour La Rocque) et les chiffres de population municipale légale des autres années sont des estimations.
La Rocque a compté jusqu'à 309 habitants en 1831.
| 1793 | 1800 | 1806 | 1821 | 1831 | 1836 | 1841 | 1846 | 1851 |
| ---- | ---- | ---- | ---- | ---- | ---- | ---- | ---- | ---- |
| 152  | 107  | 147  | 148  | 309  | 302  | 295  | 290  | 281  |

| 1856 | 1861 | 1866 | 1872 | 1876 | 1881 | 1886 | 1891 | 1896 |
| ---- | ---- | ---- | ---- | ---- | ---- | ---- | ---- | ---- |
| 287  | 286  | 280  | 247  | 256  | 250  | 232  | 246  | 198  |

| 1901 | 1906 | 1911 | 1921 | 1926 | 1931 | 1936 | 1946 | 1954 |
| ---- | ---- | ---- | ---- | ---- | ---- | ---- | ---- | ---- |
| 205  | 199  | 168  | 161  | 183  | 179  | 173  | 144  | 135  |

| 1962 | 1968 | 1975 | 1982 | 1990 | 1999 | 2006 | 2011 | 2016 |
| ---- | ---- | ---- | ---- | ---- | ---- | ---- | ---- | ---- |
| 125  | 115  | 104  | 84   | 86   | 89   | 96   | 93   | 86   |

| 2019 | - | - | - | - | - | - | - | - |
| ---- | - | - | - | - | - | - | - | - |
| 84   | - | - | - | - | - | - | - | - |

## Lieux et monuments
- Église Saint-Étienne-et-Sainte-Anne (XVIIIe siècle), avec Vierge à l'Enfant du XIVe siècle et tabernacle (XVIIe – XVIIIe siècles),
- Château de La Rocque.

## Personnalités liées à la commune
- Camille Cautru (1879-1969 à La Rocque), député du Calvados de 1919 à 1936, puis sénateur de 1936 à 1940.